# 肖恩·黑尔
肖恩·道格拉斯·黑尔（英語：Shane Douglas Heal，1970年9月6日—），生于澳大利亚墨尔本，是一名美国NBA联盟的前职业篮球运动员。他曾代表澳大利亚参加1992年、1996年、2000年和2004年四届奥运。